# Żyjący Kościół
Żyjący Kościół – katolicki program telewizyjny o tematyce religijnej emitowany od 30 października 2022 na antenie stacji TVP3 Białystok.